# Binarville
Binarville é uma comuna francesa na região administrativa do Grande Leste, no departamento de Marne. Estende-se por uma área de 16.61 km², e possui 95 habitantes, segundo o censo de 2018, com uma densidade de 5.7 hab/km².